# VPN Trust Initiative
A VPN Trust Initiative (também conhecida como VTI) é um consórcio liderado pelo setor das companhias de VPN, cujo principal objetivo é aprimorar a segurança do âmbito digital incentivando a educação e o entendimento dos usuários quanto aos seus serviços. O projeto, que é parte das iniciativas da organização i2Coalition, foi fundado em dezembro de 2019 pelas cinco maiores empresas do ramo como resposta à necessidade do mercado de melhores práticas de segurança e transparência.
As cinco companhias fundadoras do acordo foram Nord VPN, Express VPN, Vypr VPN, Surfshark e Netprotect - detentora das marcas encrypt.me, OverPlay, IPVanish, SugarSync, WLVPN, StrongVPN e SaferVPN.

## Pilares da discussão do grupo
Visando a alcançar os objetivos propostos pelo consórcio, os membros da VTI organizaram as discussões do grupo em cinco pilares essenciais. São eles:
- Definir quais as melhores práticas a serem seguidas pelos serviços de VPN;
- Reformular e reforçar os padrões de excelência e qualidade das VPNs;
- Fornecer informações precisas e claras aos representantes do governo, especialmente aos membros do legislativo;
- Promover uma regulação dirigida pela própria indústria no tocante ao futuro dos serviços de VPN;
- Colaborar diretamente com os demais ramos da indústria tecnológica para desenvolver um crescimento conjunto.